# Esgrima nos Jogos Olímpicos de Verão de 2008 - Sabre por equipes masculino
As competições de sabre por equipes masculino da esgrima nos Jogos Olímpicos de Verão de 2008 realizaram-se no dia 17 de agosto no Centro de Convenções do Olympic Green, em Pequim na China.

## Medalhistas
|  | FRA França                               |  | USA Estados Unidos                                    |  | ITA Itália                                                     |
|  | Nicolas Lopez Boris Sanson Julien Pillet |  | Jason Rogers Keeth Smart Tim Morehouse James Williams |  | Giampiero Pastore Diego Occhiuzzi Luigi Tarantino Aldo Montano |

## Equipes
| 1. FRA França: - Vincent Anstett - Nicolas Lopez - Boris Sanson - Julien Pillet 3. RUS Rússia: - Alexey Frosin - Nikolay Kovalev - Stanislav Pozdnyakov - Alexey Yakimenko 5. BLR Bielorrússia: - Alexei Romanovitch - Aliaksandr Buikevich - Valery Pryiemka - Dmitri Lapkes 7. USA Estados Unidos: - Jason Rogers - Keeth Smart - Tim Morehouse - James Williams | 2. HUN Hungria: - Balazs Karoly Lontay - Zsolt Nemcsik - Aron Szilagyi - Tamas Decsi 4. ITA Itália: - Giampiero Pastore - Diego Occhiuzzi - Luigi Tarantino - Aldo Montano 6. CHN China: - Huang Yaojiang - Zhou Hanming - Wang Jingzhi - Zhong Man 8. Egito: - Mahmoud Samir - Gamal Fathy - Shadi Talaat - Tamim Ghazy |  |

## Torneio
|  | Quartas de final | Quartas de final | Quartas de final |                |              | Semi-finais | Semi-finais                  | Semi-finais                  |                              |  | Disputa da medalha de ouro | Disputa da medalha de ouro | Disputa da medalha de ouro |
|  |                  |                  |                  |                |              |             |                              |                              |                              |  |                            |                            |                            |
|  | 1                | França           | 45               |                |              |             |                              |                              |                              |  |                            |                            |                            |
|  | 8                | Egito            | 31               |                |              |             |                              |                              |                              |  |                            |                            |                            |
|  | 8                | Egito            | 31               |                | 1            | França      | 45                           |                              |                              |  |                            |                            |                            |
|  |                  |                  |                  |                | 1            | França      | 45                           |                              |                              |  |                            |                            |                            |
|  |                  | 4                | Itália           | 41             |              |             |                              |                              |                              |  |                            |                            |                            |
|  | 5                | 4                | Itália           | 41             | Bielorrússia | 39          |                              |                              |                              |  |                            |                            |                            |
|  | 5                |                  |                  |                | Bielorrússia | 39          |                              |                              |                              |  |                            |                            |                            |
|  | 4                | Itália           | 45               |                |              |             |                              |                              |                              |  |                            |                            |                            |
|  |                  |                  |                  |                |              |             |                              |                              |                              |  | 1                          | França                     | 45                         |
|  |                  |                  | 7                | Estados Unidos | 37           |             |                              |                              |                              |  |                            |                            |                            |
|  | 3                | Rússia           | 45               |                |              |             |                              |                              |                              |  |                            |                            |                            |
|  | 6                | China            | 36               |                |              |             |                              |                              |                              |  |                            |                            |                            |
|  | 6                | China            | 36               |                | 3            | Rússia      | 44                           |                              |                              |  |                            |                            |                            |
|  |                  |                  |                  |                | 3            | Rússia      | 44                           |                              |                              |  |                            |                            |                            |
|  |                  | 7                | Estados Unidos   | 45             |              |             | Disputa da medalha de bronze | Disputa da medalha de bronze | Disputa da medalha de bronze |  |                            |                            |                            |
|  | 7                | Estados Unidos   | 45               |                |              |             | 4                            | Itália                       | 45                           |  |                            |                            |                            |
|  | 2                | Hungria          | 44               |                |              |             |                              |                              |                              |  | 3                          | Rússia                     | 44                         |